# Petinha-dos-prados

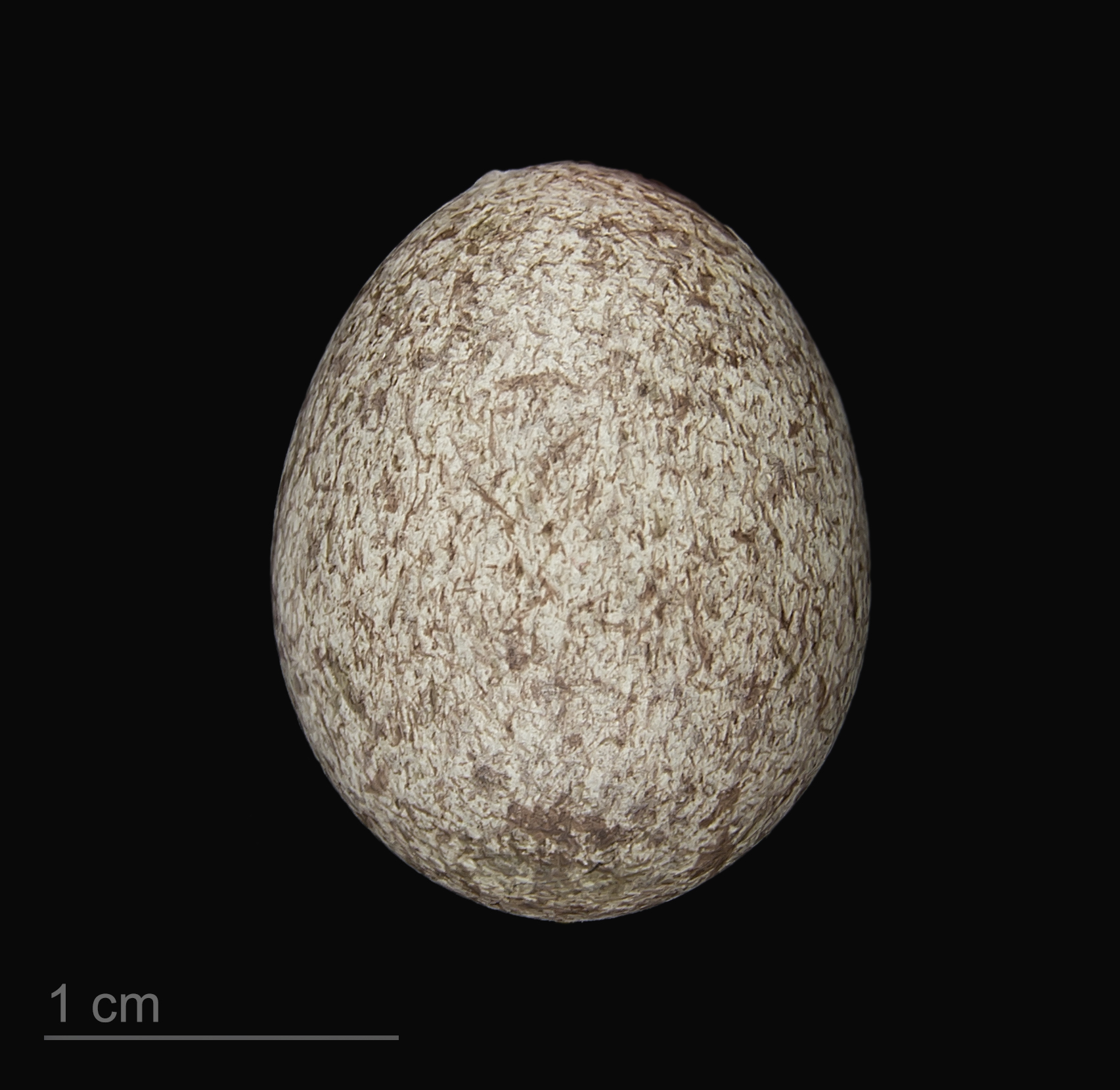
Anthus pratensis - MHNT

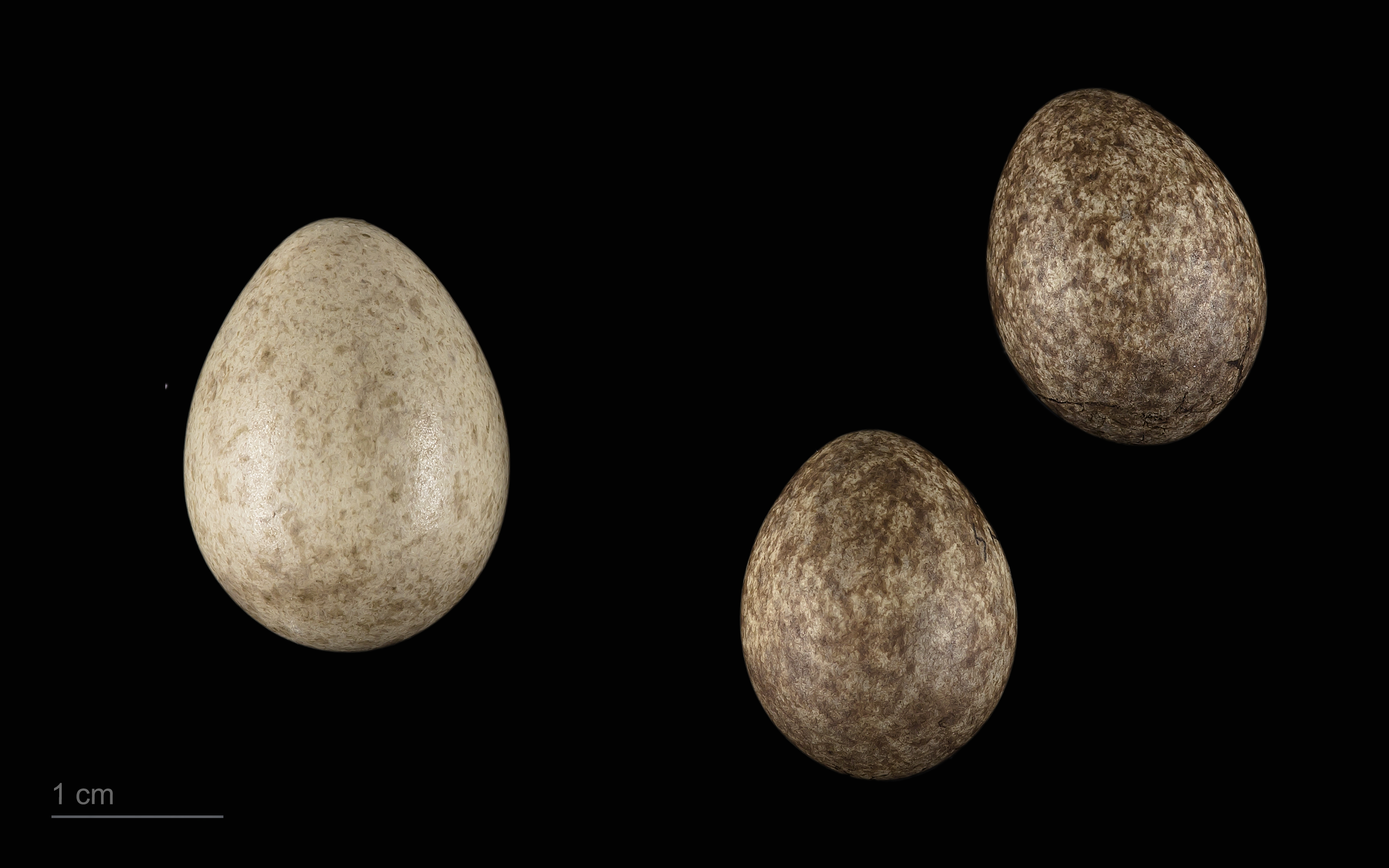
Cuculus canorus canorus em um ninho de Anthus pratensis - MHNT

Petinha-dos-prados (Anthus pratensis) é uma espécie de ave da família Motacillidae.
Mede cerca de 14,5 cm de comprimento.
Nidifica no norte da Europa e Ásia. Faz o ninho no chão. É em geral migratória, passando o Inverno no sul da Europa, norte de África e sul da Ásia, mas é residente na Irlanda, Grã Bretanha e França, onde fazem curtos movimentos para a costa ou terras baixas durante o Inverno
Os seus habitats naturais são: campos rupestres, terras baixas alagadas, praias, andando normalmente no solo.
Em Portugal pode ser observada de finais de Setembro a princípios de Abril.
Alimenta-se principalmente de insectos e algumas sementes.